# 紅螢烯
紅螢烯（英語：Rubrene）是一種紅色多環芳香烴。在化學發光中用作發黃光的光敏化劑。

## 電子特性
在半導體上，紅螢烯的主要應用是有機發光二極管（OLED）和有機場效應晶體管，它們是柔性顯示器的核心元件。以晶體紅螢烯來製備單晶晶體管，其在溫度梯度下在改良區爐（modified zone furnace）中生長。這項技術稱為物理氣相傳輸法（單斜晶），於1998年引入。
它是具有最高載流子遷移率的有機半導體，其電洞達到40 cm2/(V·s)。該值由剝離單晶紅螢烯的薄層並轉移到Si/SiO2基質上的有機場效應電晶體中測量。

## 晶體結構
已知紅螢烯的幾種結晶型態。在真空中從其蒸氣中生長的晶體可以是單斜晶 、三斜晶 、斜方晶體（正交晶） 。
斜方晶體 （空間群 Bbam）是在環境壓力下在兩區爐組成的的密閉系統中獲得的。

## 合成
1,1,3-三苯基丙-2-炔-1-醇(1,1,3-triphenylprop-2-yne-1-ol)通過亞硫酰氯來製備紅螢烯。
所得的氯丙二烯（chloroallene）化合物經過聚合和脫氯化氫反應得到紅螢烯。

## 氧化還原特性
像其他多環芳香分子一樣，紅螢烯在溶液中可行氧化還原反應。與飽和甘汞電極相比，它分別在0.95 V和-1.37 V時行可逆性的氧化和還原反應。當陽離子和陰離子在電化學反應中同時生成時，它們可以抵銷其產生的能量，但會產生被激發出540nm光線的的紅螢烯分子。
這種現象稱為電化學發光。